# Municipio de Preston (Dakota del Sur)
El municipio de Preston (en inglés: Preston Township) es un municipio ubicado en el condado de Brookings en el estado estadounidense de Dakota del Sur. En el año 2010 tenía una población de 183 habitantes y una densidad poblacional de 1,97 personas por km².

## Geografía
El municipio de Preston se encuentra ubicado en las coordenadas 44°30′25″N 96°56′19″O / 44.50694, -96.93861. Según la Oficina del Censo de los Estados Unidos, el municipio tiene una superficie total de 92.74 km², de la cual 91,95 km² corresponden a tierra firme y (0,85 %) 0,79 km² es agua.

## Demografía
Según el censo de 2010, había 183 personas residiendo en el municipio de Preston. La densidad de población era de 1,97 hab./km². De los 183 habitantes, el municipio de Preston estaba compuesto por el 92,35 % blancos, el 4,37 % eran amerindios, el 3,28 % eran de otras razas. Del total de la población el 0 % eran hispanos o latinos de cualquier raza.